# Noemi Cantele
Noemi Cantele (Varese, 17 juli 1981) is een Italiaanse voormalige wielrenster. Cantele heeft vele overwinningen behaald waaronder twee keer de wereldbekerwedstrijd GP de Plouay-Bretagne (2005 en 2007), de eindklassementen van de Ronde van Toscane, de Trophée d'Or en de Ronde van El Salvador, twee keer het Italiaans kampioenschap tijdrijden (2009 en 2011) en het Italiaans kampioenschap op de weg in (2011).
Cantele kwam tweemaal uit voor Italië op de Olympische Spelen: in 2008 in Peking en in 2012 in Londen. In 2008 werd ze 15e in de wegrit en in 2012 reed ze ook de tijdrit, waar ze als 22e eindigde.

## Erelijst
2000
- Berner Rundfahrt

2002
- 3e etappe Eko Tour Dookola Polski

2005

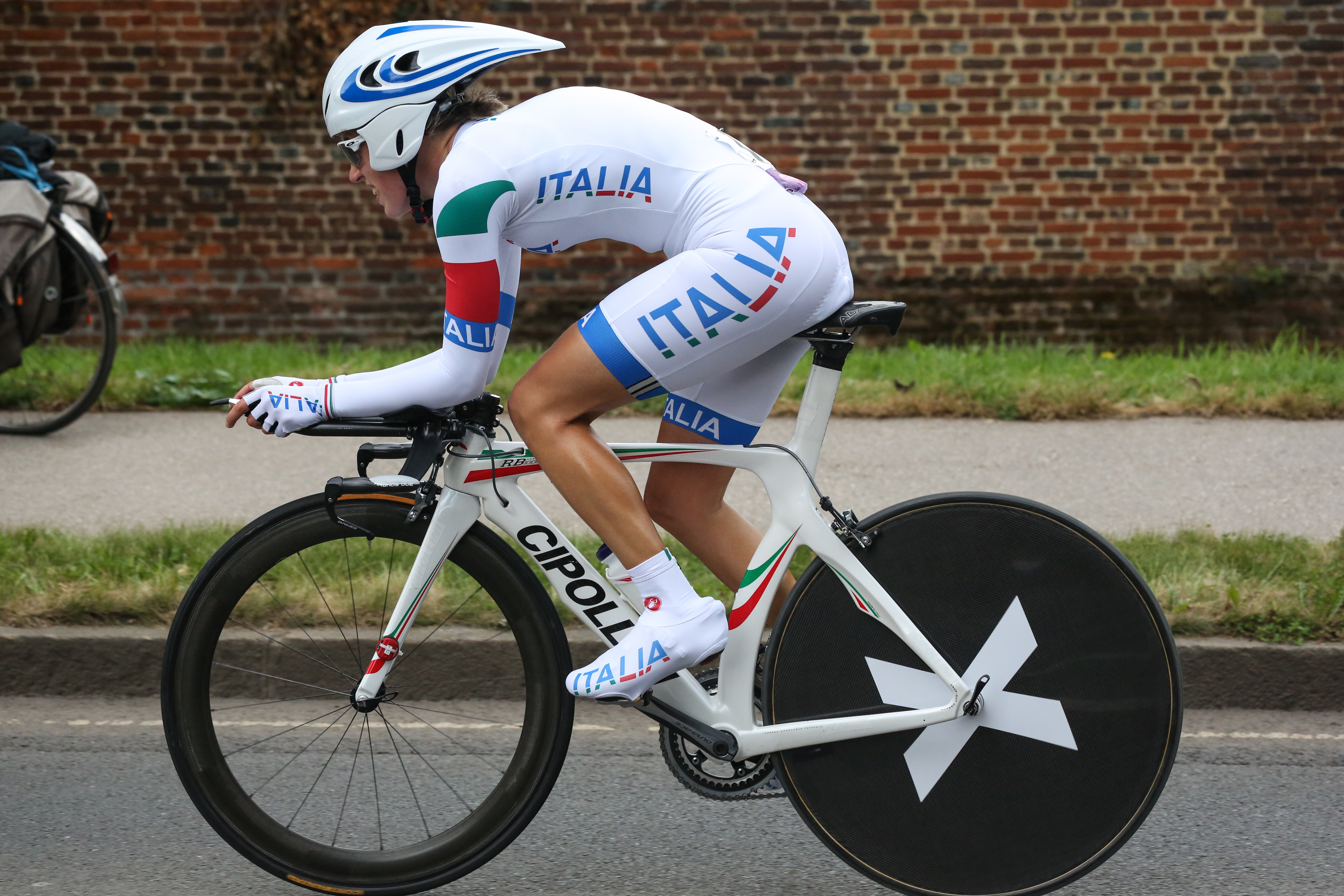
Cantele op de Spelen in Londen

- 1e etappe Albstadt-Frauen-Etappenrennen
- 4e etappe Albstadt-Frauen-Etappenrennen
- 1e in WB-wedstrijd GP de Plouay

2006
- 2e etappe Route de France Féminine
- 6e etappe Route de France Féminine
- 1e etappe deel a Giro di Toscana Internazionale Femminile
- 5e etappe Giro di Toscana Internazionale Femminile

2007
- WB-wedstrijd GP Ouest France-Plouay
- 1e etappe Trophée d'Or Féminin
- Eindklassement Trophée d'Or Féminin
- 2e etappe deel a Giro Toscana Internazionale Femminile
- 3e etappe Giro Toscana Internazionale Femminile
- Eindklassement Giro Toscana Internazionale Femminile
- Giro del Lago Maggiore
- 4e in Eindklassement UCI Road Women World Cup

2008
- GP Costa Etrusca
- 3e etappe Thüringen Rundfahrt der Frauen

2009
- Emakumeen Saria
- Italiaans kampioenschap tijdrijden
- 5e etappe Ronde van Italië
- 1e etappe Giro di Toscana Internazionale Femminile
- Giro del Lago Maggiore

2010
- 1e etappe Giro Toscana Internazionale Femminile
- 3e etappe Giro Toscana Internazionale Femminile

2011
- Italiaans kampioenschap tijdrijden
- Italiaans kampioenschap

2012
- Grand Prix El Salvador
- 1e etappe Ronde van El Salvador
- Gran Premio della Liberazione
- 1e etappe Giro del Trentino Alto Adige-Südtirol

2013
- Grand Prix de Oriente
- 1e, 2e (TTT) en 4e etappe Ronde van El Salvador
- Eind-, punten- en bergklassement Ronde van El Salvador